# 張必大
張必大（1594年—1634年），號可庵，陕西西安府華州人，軍籍，明朝政治人物。

## 生平
萬曆四十六年（1618年）戊午科舉人，天啟二年（1622年）壬戌科進士，兵部观政，初授山东新城令，五年调长清县，正直廉明，爱民礼士，七年丁忧归。崇祯三年（1630年）起补元城县知县，以治行异等，四年考选，擢为吏部主事。见逆璫祠不拜，遂改工部都水司，督理显陵工，省帑金三十万。崇祯七年榷税杭关，卒于道。